# Burro composto

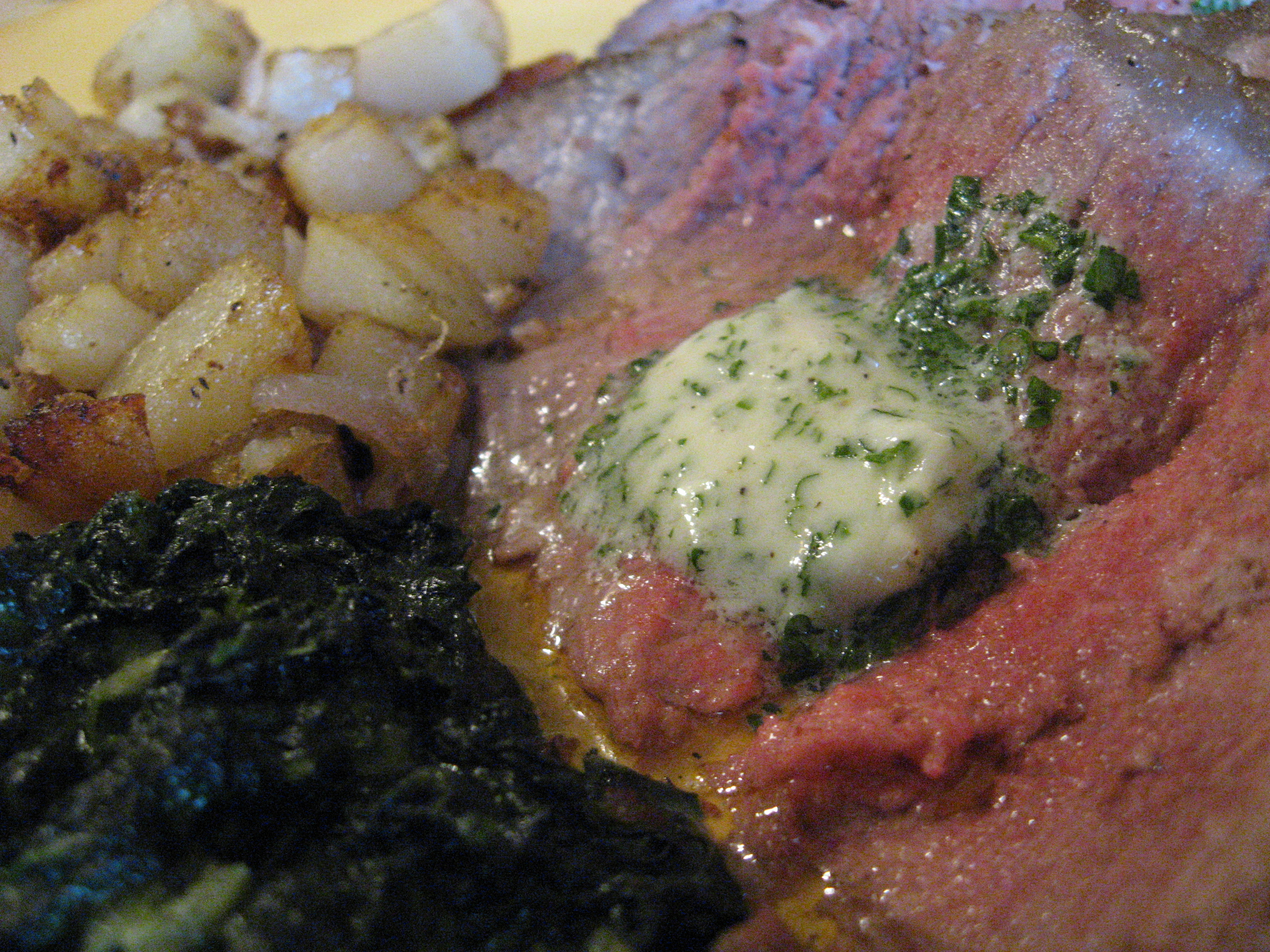
Una bistecca di New York guarnita con il burro alla maitre d'hotel, servita con patate e crema di spinaci

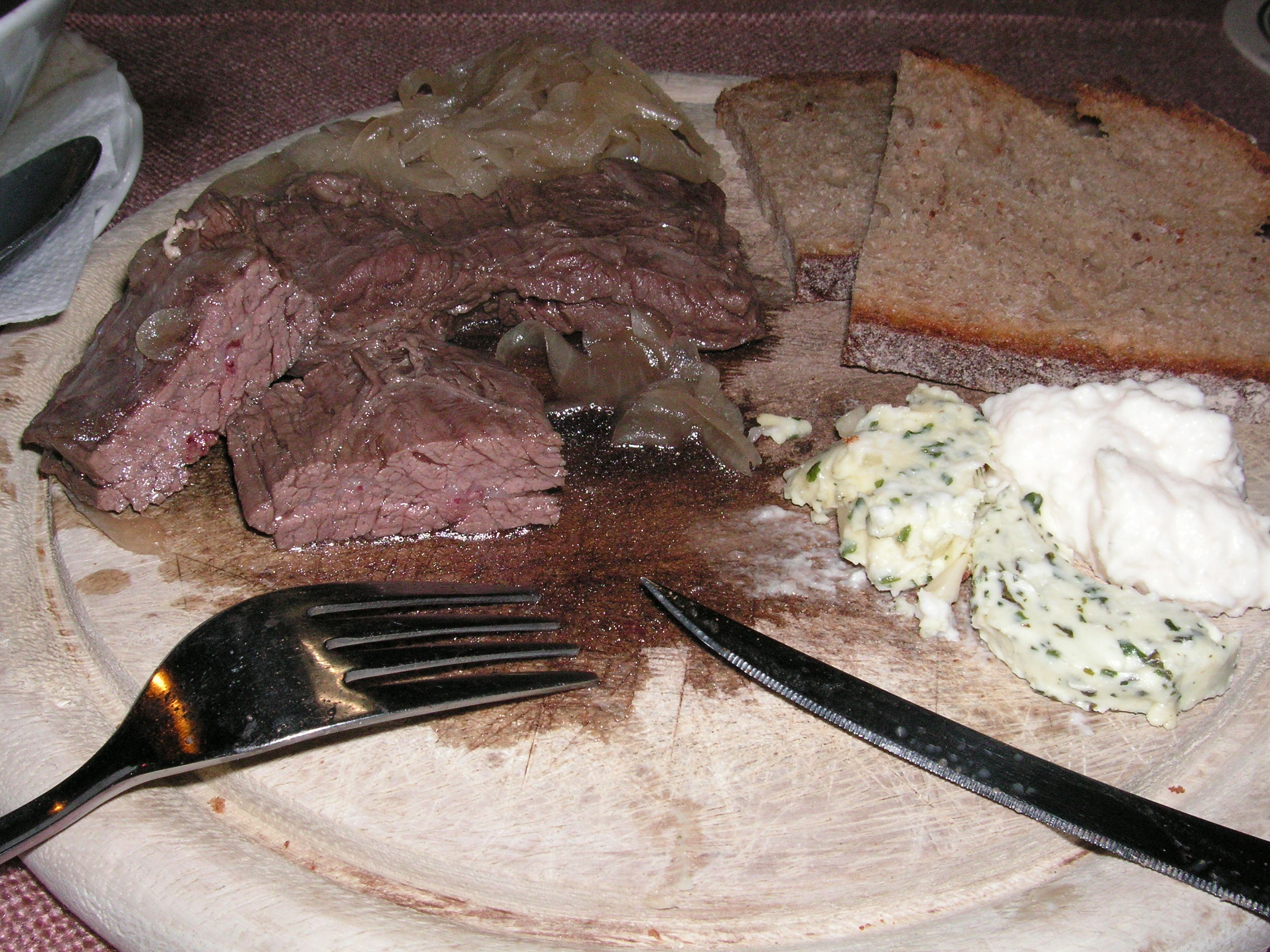
Kronfleisch, un piatto tradizionale bavarese. Servito con anelli di cipolla, pane di segale, burro composto (con erbe e aglio) e rafano

Il burro composto (in francese beurre composé) o burro aromatizzato è un burro che incorpora altri ingredienti.
Un burro composto viene preparato montandolo assieme a erbe, spezie o liquidi aromatici. Di solito viene poi riformato e raffreddato, per essere successivamente sciolto su carni e verdure, usato come crema da spalmare o per finire le salse.
Fra i tipi più usati vi sono il burro d'aglio, alla maitre d'hotel e il burro d'acciuga.